# Птичье крыло

Скелет птичьего крыла. Обозначены места присоединения различных групп маховых перьев.

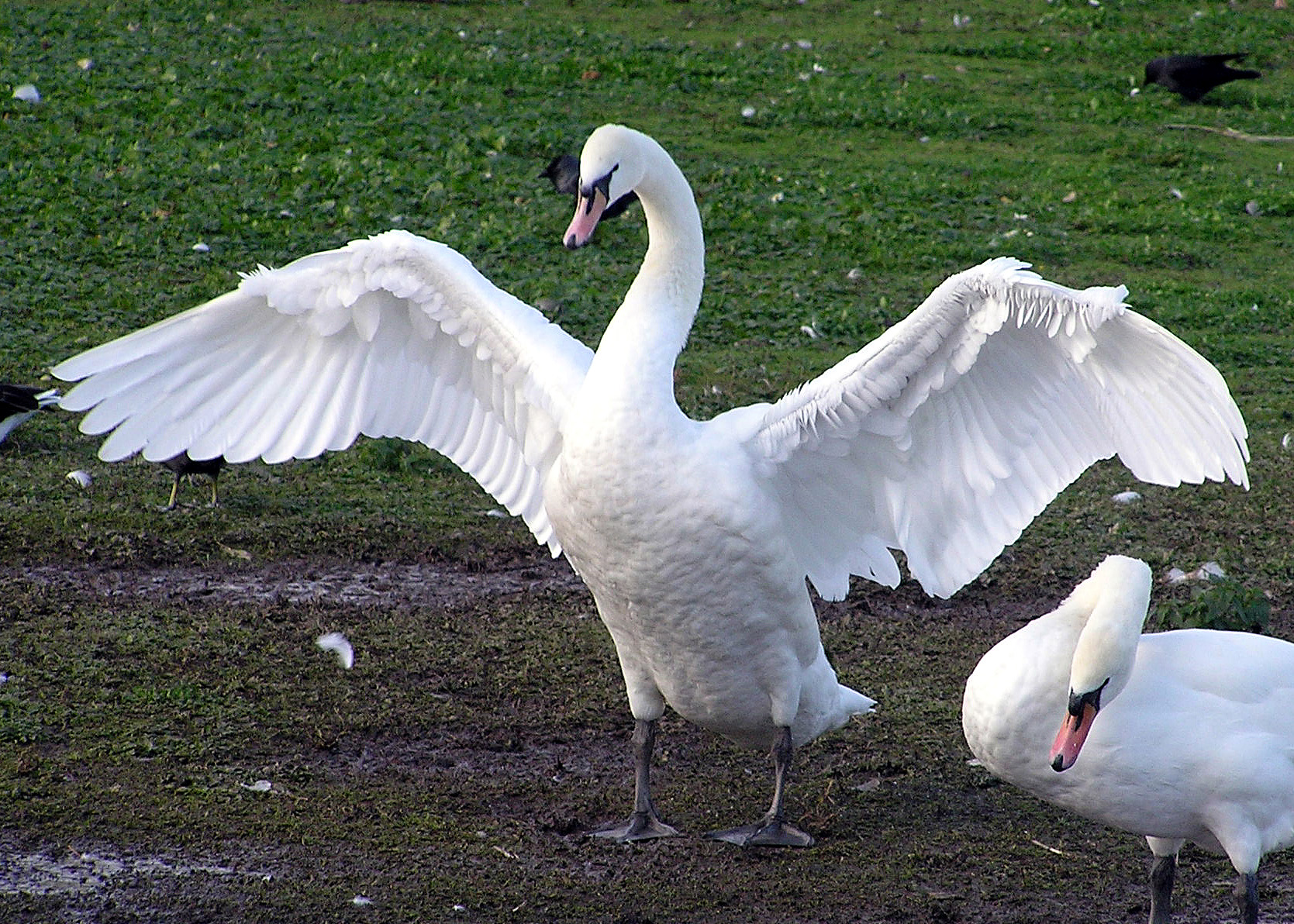
Лебедь-шипун с распростёртыми крыльями

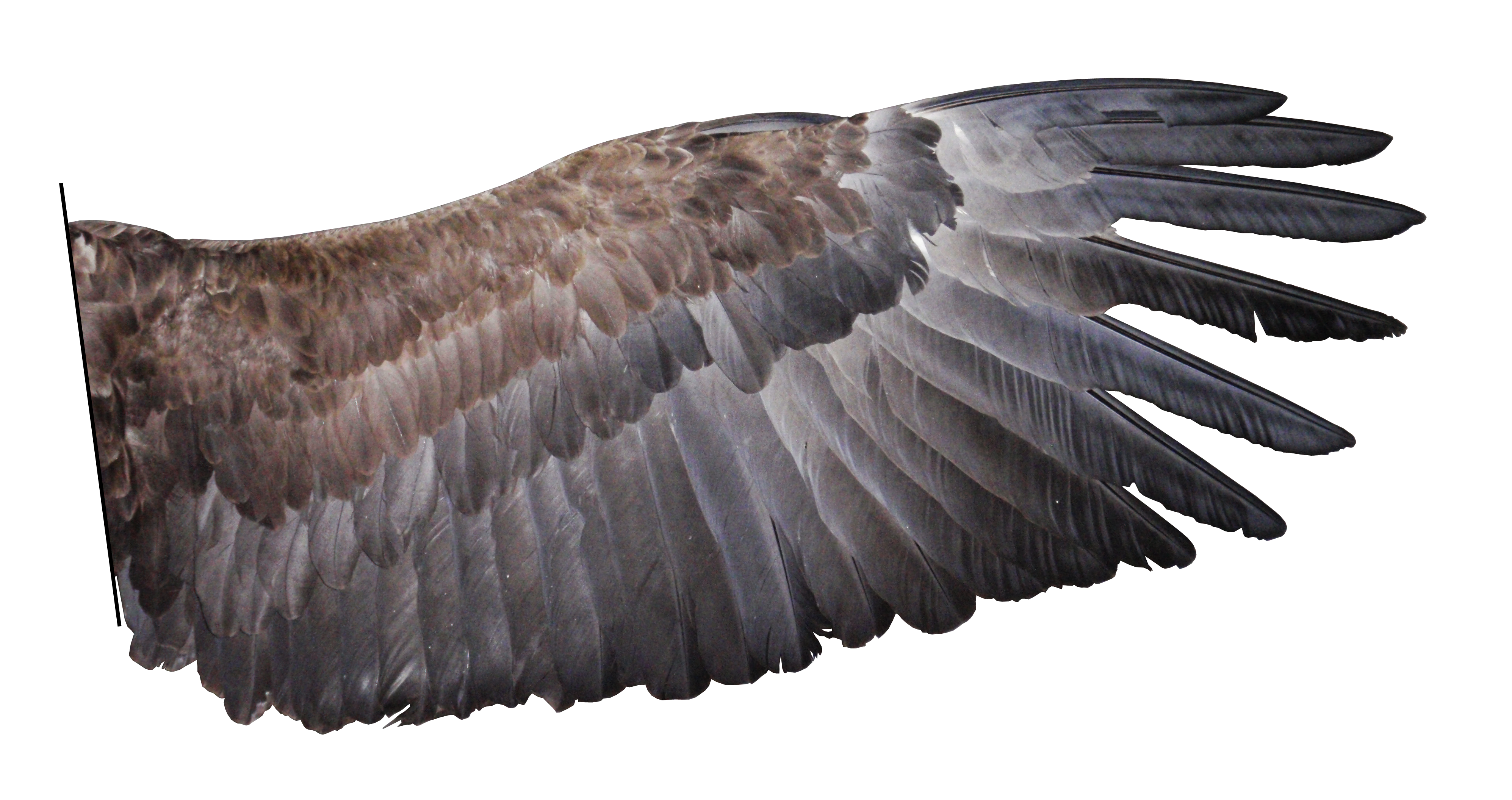
Крыло орлана-белохвоста

Птичье крыло — парная передняя конечность у птиц. Крылья придают птицам способность к полёту, создавая подъёмную силу.
У наземных нелетающих птиц крылья редуцированные или отсутствуют вовсе (к примеру, у моа). У водных нелетающих птиц (пингвины) крылья могут служить ластами.

## Анатомия
Как и у других тетрапод, у птиц передняя конечность состоит из плеча (с плечевой костью), предплечья (с локтевой и лучевой костями) и кисти (состоящей из запястья, пясти и пальцев).
Плечо и предплечье у птиц в общих чертах такие же, как у других тетрапод, а кисть сильно преобразована. Часть её костей редуцировалась, а часть других слились друг с другом. В проксимальной части запястья остаются 2 отдельные маленькие косточки:
- ладьевидно-полулунная, или «лучевая кость запястья» (лат. os carpi radiale; также известна как os scapholunare);
- гороховидная, или «локтевая кость запястья» (лат. os carpi ulnare, также известна как os pisoulnare и os cuneiform)[3][4][5].

Остальные кости запястья срастаются с тремя костями пясти в пряжку (лат. carpometacarpus).
К пряжке крепятся кости трёх пальцев. Самый передний из них несёт крылышко (лат. alula) — группу перьев, действующую подобно предкрылкам самолёта. В этом пальце обычно одна фаланга, в следующем — две, и в заднем — одна (но у некоторых птиц на первых двух пальцах есть ещё по одной фаланге — когтевой).

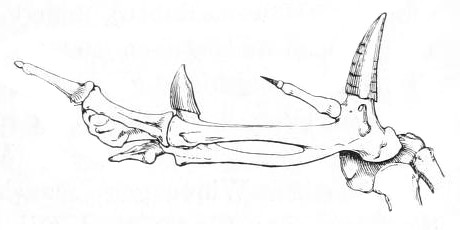
Шпоры на крыле паламедеи

У некоторых птиц к пряжке крепятся ещё и шпоры — костные выросты с роговым чехлом, не гомологичные пальцам. Это наблюдается у ряда гусеобразных и ржанкообразных, а по некоторым данным — и у других птиц. У паламедей на крыле две шпоры, у остальных птиц — не больше одной. Шпорцевый гусь уникален расположением шпоры не на пряжке, а на ладьевидно-полулунной кости.

### Проблема идентичности пальцев

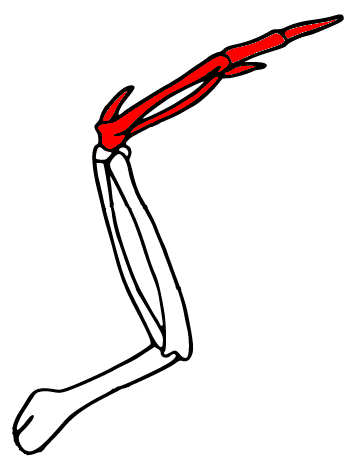
Скелет крыла. Красным выделена кисть: пряжка и 3 пальца

В птичьем крыле сохранились кости трёх пальцев. Вопрос о том, какие это пальцы, обсуждался около 150 лет, и ему посвящена обширная литература. Анатомические, палеонтологические и молекулярные данные показывают, что это пальцы 1, 2 и 3, а эмбриологические — что это пальцы 2, 3 и 4. Для объяснения этого расхождения предложено несколько гипотез. Вероятнее всего, у птиц зачатки пальцев 2-4 стали следовать генетической программе развития пальцев 1-3.
У большинства динозавров-теропод, которых обычно считают предками птиц, передняя конечность тоже была трёхпалой с пальцами 1, 2 и 3. Это необычный тип редукции пальцев: обычно у тетрапод легче всего исчезает 1-й палец, а за ним — 5-й, но в эволюции теропод сначала исчез 5-й, а потом — 4-й. Несоответствие эволюции кисти теропод эмбриональному развитию птиц некоторые авторы рассматривали как самую серьёзную трудность теории происхождения птиц от теропод.
Чтобы обойти неоднозначность с номерами, пальцы птичьего крыла называют крылышковым, большим и малым (лат. digitus alularis, digitus major и digitus minor). Большой палец птиц при обеих нумерациях не гомологичен большому пальцу человека.